# Colsterworth
Colsterworth è un paese di 1.508 abitanti della contea del Lincolnshire, in Inghilterra. Nel territorio della sua parrocchia civile si trova il villaggio di Woolsthorpe-by-Colsterworth, luogo di nascita di Sir Isaac Newton.